# اولیوم (کالیفرنیا)
اولیوم (به انگلیسی: Oleum) یک منطقهٔ مسکونی در ایالات متحده آمریکا است که در شهرستان کنترا کوستا، کالیفرنیا واقع شده‌است. اولیوم ۶۲ متر بالاتر از سطح دریا واقع شده‌است.